# Арабатска стрелка
Араба̀тска стрѐлка (на руски: Арабатская стрелка; на украински: Арабатська Стрілка; на кримскотатарски: Арабат бели, Arabat beli) е полуостров, административно попадащ в Крим и в Херсонска област, Украйна.
Около ⅔ от нейната дължина (южната ѝ част) е на територията на Крим (чиято принадлежност се оспорва от Украйна и Русия), а останалата ⅓ (северната ѝ част) е на територията на Херсонска област.

## География
Представлява дълга и тясна коса, състояща се основно от мидени наслаги, отделяща залива Сиваш от Азовско море. Простира се от юг-югоизток (село Каменское) на север-северозапад (град Геническ) на протежение около 100 km и широчина от 270 m до 8 km. На север се отделя от континента чрез тесния Генически проток, свързващ залива Сиваш с Азовско море.